# Arthur Bernède
Pour les articles homonymes, voir Bernède (homonymie).
 (janvier 2024).
Si vous disposez d'ouvrages ou d'articles de référence ou si vous connaissez des sites web de qualité traitant du thème abordé ici, merci de compléter l'article en donnant les références utiles à sa vérifiabilité et en les liant à la section « Notes et références ».
Arthur Bernède, né le 5 janvier 1871 à Redon (Ille-et-Vilaine) et mort le 19 mars 1937 à Paris 10e, est un romancier populaire français. Auteur très prolifique, il a publié près de deux cents romans d'aventures et d'histoire, et créé plusieurs centaines de personnages romanesques dont certains, devenus très célèbres, tels que Belphégor, Judex, Chantecoq et Mandrin, ont éclipsé leur créateur. Il a également mis en scène Vidocq, inspiré par les exploits de ce chef de la Sûreté haut en couleur. Il est également connu sous les noms de plume de Jean de la Périgne et de Roland d'Albret.

## Biographie
Son père, appelé également Arthur Bernède, était un rentier passionné d'agriculture. Sa mère s'appelait Laure du Rocher de La Périgne. Son grand-père avait été procureur du roi et ami de Surcouf. Arthur connaît une enfance heureuse dans la belle maison familiale au bord du canal de Nantes à Brest. Il devient bachelier en 1889 après de brillantes études au collège des Eudistes, Saint-Sauveur à Redon, durant lesquelles il écrit des pièces en vers et des poèmes. Il garde longtemps un lien avec la ville de Redon, écrivant régulièrement dans le Redon Journal durant l'affaire Dreyfus.
En 1890, attiré par une carrière lyrique, il monte à Paris pour y faire ses classes au conservatoire. Il a pour professeurs Gabriel Fauré et Benjamin Godard. Le soir, au Café du Soleil d'Or, place Saint-Michel, il accompagne au piano des chansonniers débutants. Au sortir du Conservatoire, il amorce avec succès une carrière de chanteur lyrique, mais il est victime d'un accident vocal qui lui interdit la carrière lyrique dont il rêvait.
Il se reconvertit alors en librettiste et participe à la création de plusieurs opéras, opéras-bouffes et pièces lyriques. Il écrit aussi quelques pièces de théâtre et des monologues.
En 1891, il publie La vocation de Poquelin, ou Molière à vingt ans, comédie en un acte avec chants et musique, puis en 1892, un premier recueil de nouvelles, Les Contes à Nicette.
En 1894, il fait un premier mariage et a une fille. Il divorce en 1900 et se remarie en 1910. De 1897 à 1901, il travaille à l'Hôtel de ville de Paris, mais il est renvoyé après un scandale diplomatique.
Dès 1906, Arthur Bernède est convaincu de l'importance que va prendre le cinéma et il écrit le scénario de deux films tournés par Louis Aubert : Fleur de Paris, avec Mistinguett, et Fille-Mère. Jusqu'en 1930, il adapte pour le cinéma plus de vingt autres de ses livres, ainsi que des romans de Balzac, Paul d'Ivoi ou Émile Zola.
En 1919, il fonde avec Gaston Leroux et René Navarre la Société des Cinéromans pour concurrencer les films à épisodes dont la mode venait des États-Unis. Il en est le directeur littéraire, travaillant à la mise en scène, effectuant les repérages des lieux et participant aux tournages.
Il écrit en outre plus d'une centaine de romans populaires qui paraissent d'abord en feuilleton dans les journaux populaires, dont Le Petit Parisien, Le Matin et Paris-Soir, avant d'être repris en volume.
Polémiste redouté, il entraîne avec lui, en novembre 1921, les trois quarts des spectateurs de l'Opéra, quittant la salle après avoir fait ses commentaires à voix haute sur le spectacle en cours. Pendant l'été 1928, il réunit onze mille signatures de Bretons sur une pétition contre le mauvais état des routes et multiplie les conférences. Il lutte aussi pour une plus juste reconnaissance du droits des auteurs et pour la rénovation de la Société des gens de lettres. Il fut membre de la Franc-maçonnerie.
Il a publié 243 œuvres sous son nom et a utilisé des noms de plume tels que Roland d'Albret et Jean de La Périgne.
Arthur Bernède meurt le 19 mars 1937 d'une crise cardiaque au sein de l'Hôpital Lariboisière dans le 10e arrondissement, après avoir prononcé un discours devant la Société des gens de lettres. Il est inhumé au cimetière de L'Haÿ-les-Roses.

## Distinctions
- Officier de la Légion d'honneur en 1926, Chevalier en 1910[5].

## Œuvre

### Opéras, opéras bouffes et autres œuvres lyriques
- Phryné, opéra de Camille Saint-Saëns
- Marie Fouré, opéra d'André Fijan (1897), créé à Péronne
- Sapho, opéra de Jules Massenet (1897), livret en collaboration avec Henri Cain, créé avec, dans le rôle-titre, Emma Calvé
- Ninon de Lenclos, opéra d'Edmond Missa (1895), livret en collaboration avec André Lénéka, créé à l'Opéra-Comique
- Les Petites Vestales, opéra bouffe de Justin Clérice (1900)
- La Légende du Point d'Argentan, pièce lyrique, de Félix Fourdrain (1907)
- La Glaneuse, poème lyrique de Félix Fourdrain (1908), livret en collaboration avec Paul de Choudens
- L'Aube rouge, drame lyrique de Camille Erlanger (1911), livret en collaboration avec Paul de Choudens, créé au Théâtre des Arts de Rouen
- Vercingétorix, opéra de Félix Fourdrain (1912), livret en collaboration avec Paul de Choudens
- Madame Roland, opéra de Félix Fourdrain (1913), livret en collaboration avec Paul de Choudens
- Les Contes de Perrault, féerie lyrique de Félix Fourdrain (1914), livret en collaboration avec Paul de Choudens, avec dans le rôle principal Yvonne Printemps.

### Pièces de théâtre et monologues
- Le Lycéen (1891), jouée au Théâtre Classique
- Le Bijou de Stéphana (1892), vaudeville jouée au Théâtre de Cluny
- Le Petit Alsacien (1897)
- Revanche ! (1900)
- La Duchesse de Berry (1900)
- Les Idées de Monsieur Coton (1901), jouée au Théâtre de la Renaissance
- La Pipe (1901), jouée au Théâtre de la Renaissance
- La Lune de miel (1902), en collaboration avec Daniel Riche
- L'Amour à crédit (1905), en collaboration avec Daniel Riche, jouée au Parisiana[6]
- Les Tonsurés (1905), pièce anticléricale
- La Soutane (1905), pièce anticléricale
- Sous l'épaulette (1906), pièce prônant une démocratisation de l'armée et plus de justice sociale
- Aux Bat'd'Af (1906), mélodrame antimilitariste, écrit en collaboration avec Aristide Bruant
- L'Illustration théâtrale (1906)
- La Loupiote (1909)
- Cœur de Française (1912)
- Un jeune officier pauvre, trilogie (1921)

### Romans populaires
- Mésange, roman (1892)
- La Favorite, roman (1902-1903)
- Le Chevalier aux genêts d'or, roman (1903)
- Les Chevaliers de la mort, roman (1903-1905)
- L'Amant de la duchesse, roman historique (1906)
- Les Chouans, roman historique (1906)
- Les Amours d'un petit soldat, roman sentimental (1910)
- Cœur de Française, roman d'espionnage (1912)
- L'Espionne de Guillaume, roman d'espionnage (1914)
- Chantecoq, roman d'espionnage (1916) — découpé en quatre fascicules : Cocorico !…, L'Homme qui sourit, La Chasse aux monstres et On les a !….
- Judex, roman policier (1917)
- L'Aiglonne, roman historique (1922)
- Pour l'amour d'une belle, roman (1922)
- L'Enfant du palais (1923)
- Vidocq, roman historique d'aventures (1923)
- Les Amants du passé, roman sentimental (1926)
- Esclave d'une courtisane, roman d'amour (1926)
- L'Incendiaire, roman policier (1926)
- Jean Chouan, tome I: La Bataille des cœurs, tome II, La Citoyenne Maryse Fleurus, (1926) roman d'aventures
- Mandrin, le bandit bien-aimé, roman d'aventures (1926)
- Belphégor, roman policier (1927)
- Le Don Juan des grands bars, roman policier (1927)
- Du dancing au trottoir, roman sentimental (1927)
- Fleur d'ajonc, roman sentimental (1927)
- Les Martyres de Paris, série sentimentale (1927)
- Seule avec son cœur, roman (1927)
- Le Miracle des cœurs ou Tes yeux bleus, roman (1927)
- Bourreau des femmes, roman policier (1928)
- Connais-tu l'amour ?, roman policier (1928)
- Martyres de l'amour... vengez-vous, roman policier (1928)
- Le Miracle des cœurs (1928)
- La Vierge du Moulin Rouge, roman (1928)
- Poker d'as, roman d'espionnage (1928)
- Marie-Claire amoureuse ou Le Triomphateur, roman (1928)
- Les Nouveaux Exploits de Chantecoq, série policière de huit titres mettant en scène le détective Chantecoq (1928-1929)
- Les Sacrifiées, roman (1929)
- La Belle Marion, roman sentimental (1930)
- Le Capitaine Anthéor, roman sentimental (1930)
- La Devineresse, roman sentimental (1930)
- Le Divorce de Joséphine, roman historique (1930)
- Le Grand Amour d'une favorite, roman sentimental (1930)
- L'Homme au masque de fer, roman d'aventures (1930)
- Jean Bart, dieu des mars, roman d'aventures (1930)
- Mado la blonde, roman d'amour (1930)
- Reine, femme et mère !, roman (1930)
- Le Sorcier de la reine, roman (1930)
- L'Affaire Bessarabo, roman policier (1931), d'après le procès de Madame Bessarabo
- L'Affaire Bougrat, roman policier (1931)
- L'Affaire Fualdès, roman policier (1931)
- L'Assassinat du courrier de Lyon, roman policier (1931)
- Le Drame des chauffeurs, roman policier (1931)
- La Femme Weber, l'ogresse de la Goutte d'Or, roman policier (1931)
- Guyot l'étrangleur, roman policier (1931)
- Landru, roman policier (1931)
- Méphisto (1931)
- Mestorino, roman policier (1931)
- Miousic détective, roman policier (1931)
- Le Petit Clown, roman policier (1931)
- Les Bas-fonds de Chicago, roman policier (1932)
- Lacenaire ou le Napoléon des bandits, roman policier (1932)
- La Fille du diable, roman policier (1932)
- Un grand seigneur assassin, l'affaire Choiseul-Praslin, roman policier (1932)
- Ma tendre musette !, roman sentimental (1932)
- La Marchande de bonheur, roman policier (1932)
- Mata-Hari, roman d'espionnage (1932)
- Va... petit mousse !, roman (1932)
- Surcouf, roi des corsaires, roman d'aventures (coll. « À travers l'univers », 1932)
- Le Marchand d'hommes, roman historique (1932)
- Le Vampire de Düsseldorf, roman policier (1932)
- Vampiria, roman policier (1932)
- L'Affaire Lafarge, le mystère du Glandier, roman policier (1933)
- La Bataille pour l'amour, roman sentimental (1933)
- Bonnot, Garnier et Cie, roman policier (1933)[7]
- La Pommerais, un médecin empoisonneur, roman policier (1933)
- Le Secret du légionnaire, roman (1933)
- L'Ange et le Démon, roman policier (1934)
- Le Curé aux abeilles, roman policier (1934)
- L'Espionne d'Hitler, roman d'espionnage (1934)
- Judex, roman policier (1934)
- La Nouvelle Mission de Judex, roman policier (1934)
- L'Aiglonne (1935)
- Un cœur déchiré, roman policier (1935)
- Les Nouveaux Gangsters de Paris, roman policier (1935)
- Pour l'amour et la liberté, roman (1935)
- Les Quatre Sergents de La Rochelle, roman historique (1935)
- Suis-je un assassin ?, roman (1935)
- Le Tambour d'Arcole, roman (1935)
- L'Amour vengeur, roman sentimental (1936)
- L'Assassin des cœurs (1936)
- Le Château du milliardaire, roman (1936)
- L'Enfant des filles, roman social (1936)
- Le Maître du feu, roman historique (1935)
- Les Travailleuses, roman social (1936)
- La Ville aux illusions, roman (1936)
- En marge des vivants, roman (1937)
- La Môme Printemps, roman sentimental, en collaboration avec Aristide Bruant (1937)
- Les Mystères de la Bastille, roman (1937)
- La Dame de Paris, roman (1937)
- Les Trois Ombres, roman (1937)
- Le Crime d'un magistrat (1937-1938)
- L'Homme aux sortilèges, roman (1937)
- L'Homme aux trois masques, roman social (1937)
- Un homme de proie, roman (1937)
- Le Crime d'un aviateur, roman policier (1938)
- Sauvée par l'amour, roman (1950)
- Rose fleurie, roman (1951)
- L'Affaire Gouffé, roman policier
- L'Alsacienne, roman policier
- L'Amant de la Duchesse, roman
- L'Amour à crédit, roman
- Les Amours d'une ouvrière, roman sentimental
- Anastay, un officier assassin, roman policier
- Un ancêtre de Landru, Pel, l'horloger empoisonneur, roman policier
- L'Ange du trottoir, roman
- L'Affaire Brierre, le massacre des Innocents, roman policier
- L'Assassin du Marquis de Morès, roman policier
- L'Archevêque assassiné, roman policier
- Aventures de Max Forter, roman
- Les Bas-fonds de Marseille, roman policier
- Les Beaux Romans de l'Histoire, série
- La Belle Courtisane, roman sentimental
- Le Calvaire de Casse-Cœur, roman policier
- Le Calvaire du Lieutenant Ferbach, roman
- Captive, roman
- La Chanson des cœurs, roman d'espionnage
- Le Chanteur de Montmartre, roman
- Cœur cassé, roman
- Les Compagnons du soleil, roman d'aventures
- Condamnée à mort, roman policier
- Un crime d'amour, roman
- La Dernière Incarnation de Judex, roman policier
- Les Derniers Chouans, roman
- Les Deux Parigotes, roman en collaboration avec Ph. Vayre
- Le Docteur Laget, le drame du poison, roman policier
- Le Drame de la rue de la Pépinière, roman policier
- L'Enfant du Curé, roman sociétal
- L'Épouse qui tue, roman policier
- Les Étapes du bonheur, roman policier, en collaboration avec Aristide Bruant
- Le Fantôme du Père Lachaise, roman policier
- Féerique aventure, roman
- La Fiancée de Lothringer, roman d'espionnage
- Fille-mère' roman sociétal
- Le Fils de l'Aigle, roman historique
- Flétrie et vengée, roman sentimental
- Fleur du pavé, roman
- Galerie criminelle, série policière
- Le Grand Amour d'un petit gars, roman
- L'Homme qui tue, roman
- Impéria, roman policier
- Les Incarnations de Judex, roman policier
- Interdit de séjour, roman policier en collaboration avec P. Gilles
- L'Introuvable Assassin, l'affaire Cadiou, roman policier (1931)
- La Loi du Talion, roman
- Louise et Gabrielle, roman sentimental
- La Loupiote, roman d'espionnage, en collaboration avec Aristide Bruant
- Madame tête de Boche, roman d'espionnage, en collaboration avec Aristide Bruant
- La Maison hantée, roman policier
- Marquise et Gigolette ou Les Drames de l'amour ou Les Drames de la vie, roman
- Les Mémoires d'une masseuse, roman
- La Môme Coco, roman sentimental
- Le Mystère du train bleu, roman policier
- Les Mystères du bonnet rouge, roman policier
- Les Nouveaux Exploits de Judex, roman policier
- L'Ogre amoureux, roman policier
- Nos grands mufles, roman
- Le Père de la Loupiote, roman, en collaboration avec Aristide Bruant
- Poker d'As, roman
- Pour la couronne de France, roman
- Pour les jeunes, roman
- Prado ou le Tueur de filles, roman policier
- Pranzini, l'assassin de la rue Montaigne, roman policier
- Princesses du trottoir, roman social
- La Prisonnière du château de Nantes, roman
- La Redingote grise, roman
- Le Roman d'une chanteuse, roman
- Le Roman d'un jeune officier pauvre, roman sentimental
- Les Secrets de Bolo révélés, roman policier
- Serrez vos rangs, roman en collaboration avec Aristide Bruant
- Seznec a-t-il assassiné ?, roman policier[8]
- La Soutane, roman
- Le Temps des miracles, roman
- Tête de Boche, roman en collaboration avec Aristide Bruant
- Les Tonsurés, roman
- Les Trois Légionnaires, roman en collaboration avec Aristide Bruant
- Le Tueur de femmes, roman policier
- Pour l'amour d'une belle, roman sentimental

Affiche pour L'Aiglonne signée Ottorino Andreini avec Cyprian Gilles (1921).

- Zapata, roman d'aventures

### Scénarios pour des adaptations d'œuvres littéraires à l'écran
- Fleur de Paris distribué par Louis Aubert (1906) avec Mistinguett
- Fille-Mère distribué par Louis Aubert (1906)
- Judex (1916) de Louis Feuillade avec René Cresté et Marcel Lévesque
- La Nouvelle Mission de Judex (1918) de Louis Feuillade avec René Cresté et Marcel Lévesque
- L'Homme aux trois masques, film en 12 épisodes réalisé 1920 par Émile Keppens.
- L'Aiglonne (1921) de Émile Keppens et René Navarre
- Vidocq (1923) de Jean Kemm
- Mandrin (1923) de Henri Fescourt
- Ferragus, adaptation du roman d'Honoré de Balzac Ferragus
- Surcouf (1925)
- Les Misérables (1925) de Henri Fescourt
- Jean Chouan (1926) de Luitz-Morat
- Poker d'As (1927) de Henri Desfontaines
- Belphégor (1927) de Henri Desfontaines
- Les Cinq Sous de Lavarède (1927) de Maurice Champreux
- L'Argent (1928) de Marcel L'Herbier
- Mandrin (1947) réalisé par René Jayet
- Méphisto (1931) avec Jean Gabin dans son premier rôle parlant
- Mandrin, bandit gentilhomme de Jean-Paul Le Chanois (1962)
- Judex (1963 - réal. Georges Franju) avec Channing Pollock, Francine Bergé et Edith Scob

## Hommages
La ville de Redon a donné son nom à une rue.

### Sources et bibliographie
- Les noms qui ont fait l'histoire de Bretagne : 1 000 noms pour les rues de Bretagne, sous la dir. de Emmanuel Salmon-Legagneur, Spézet, Coop Breizh & Rennes, Institut culturel de Bretagne, 1997 442 p.  (ISBN 2-84346-032-8)
- Dictionnaire des romanciers de Bretagne, Bernard et Jacqueline Le Nail, Spezet, Keltia Graphic, 2000, 360 p.
- Exposition sur Arthur Bernède sur le site de la mairie de Redon